# Otrava hřibem satanem

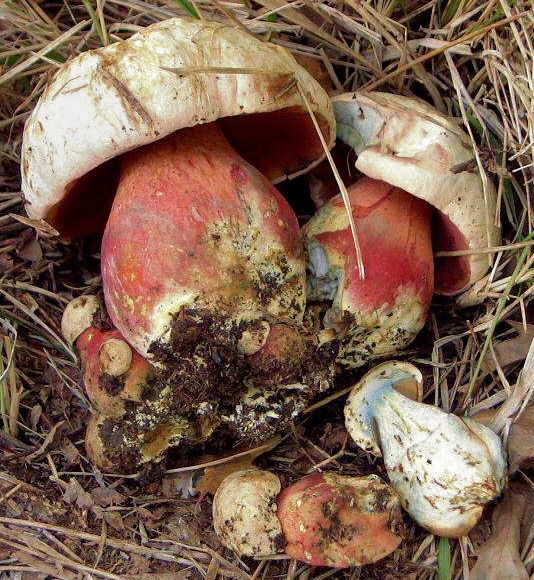
Hřib satan

Otrava hřibem satanem patří ke zřídkavým, ale obávaným houbovým otravám. Její průběh se projevuje silným dlouhodobým zvracením, které provází dehydratace a vyčerpání organismu – obvykle však nekončí smrtí. Jedovatost houby byla zdokumentována v době Haralda Othmara Lenze, který satan jako první odborně popsal (a rovněž se jím společně s dalšími třemi osobami otrávil).

## Hřib satan
Hřib satan (Boletus satanas) je poměrně vzácná houba, která se vyskytuje prakticky jen v teplých oblastech (především nížiny, maximálně pahorkatiny) na vápenitém podkladě pod listnatými stromy.
Jedná se o největší hřib, který roste na území bývalého Československa, lze jej poznat podle bílého (či velmi světlého) klobouku, červených pórů a zavalitého třeně, který je červeně nebo červenožlutě zbarven a jehož povrch kryje červená síťka.

### Chuť a vůně
Od nejbližších příbuzných (ale rovněž zasyrova jedovatých) druhů jako je hřib nachový nebo hřib Le Galové jej odlišuje celková mohutnost a typický zápach starých plodnic, který bývá popisován jako hnilobný a přirovnáván k mršině, zpoceným nohám, hnijící cibuli, zkaženému masu nebo zkaženému zelí. Mladé plodnice nepáchnou, jejich vůně je běžná, houbová, může být kořenitá a připomínat pestřec. Satan není hořký, chuť je v mládí mírná, příjemná, popisována bývá i jako nasládlá až oříšková, pouze u starých exemplářů je nepříjemná.

## Záměny a nepravé otravy

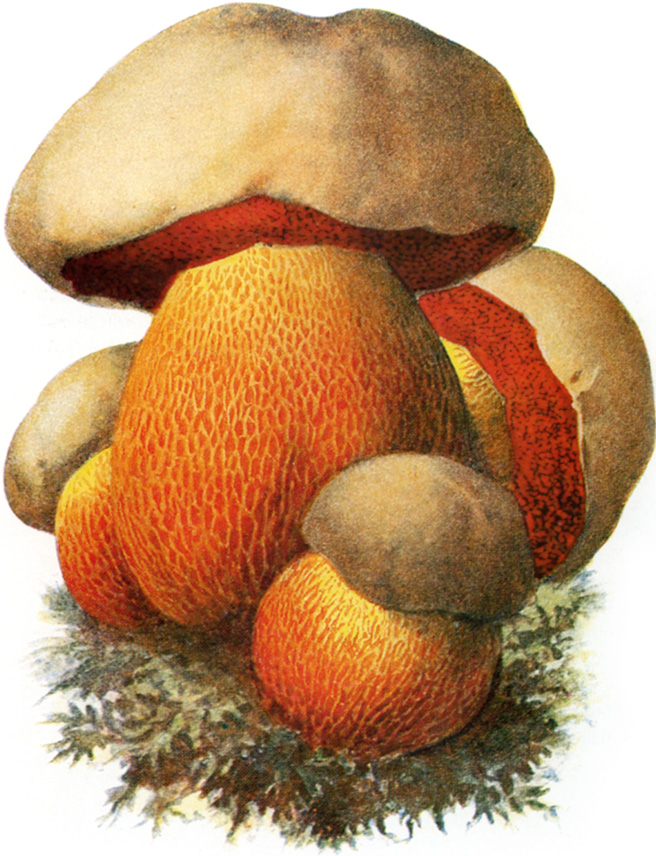
Hřib satan - ilustrace

Velmi často dochází k tzv. nepravým (psychosomatickým) otravám, kdy postižený pozřel houbu, na základě netypických chuťových vlastností (obvykle hořkost) se domníval, že šlo o jedovatého satana, v nemocnici ohlásil otravu hřibem satanem a po ošetření byl odeslán zpět domů.
V těchto případech jde obvykle o hřib žlučový (Tylophyllus felleus) lidově zvaný hořčák, který řada houbařů mylně považuje za hřib satan. Ze záměn připadají v úvahu (ať už z důvodu vzhledu nebo lidových pověr) tyto houby:
- hřib žlučový (Tylophyllus felleus) – silně hořký, ale neškodný, zcela odlišný vzhled i výskyt
- hřib kříšť (Boletus callopus) – silně hořký, žluté póry, výskyt pod jehličnany, spíše v horách
- hřib medotrpký (Boletus radicans) – hořký, žluté póry, v nížinách pod duby, na hrázích rybníků
- hřib kovář (Boletus luridiformis) – jedlý, za syrova vyvolává trávicí potíže, hnědý klobouk, nemá síťku na třeni
- hřib koloděj (Boletus luridus) – jedlý, síťka na třeni s výrazně protáhlými oky, klobouk krémově hnědý

Velmi vzácná xanthoidní (odbarvená) forma, hřib hlohový (Boletus crataegi) neboli hřib satan hlohový (Boletus satanas f. crataegi), se vyznačuje  bílým či velmi světlým kloboukem, žlutými rourkami a žlutým třeněm. Podobný vzhled má i nejedlý (hořký) hřib medotrpký (Boletus radicans) a jedlý, ale zákonem chráněný hřib Fechtnerův (Boletus fechtneri). Je proto vhodné se všem hřibům s bílým kloboukem a žlutým třeněm vyhýbat.

## Toxiny
Hlavní podíl na otravách má obsah dlouho neznámé toxické termolabilní (tj. teplem rozložitelné) látky, kterou rozkládá zahřívání na 100 °C po dobu 20 minut. Tato látka byla izolována a roku 1991 popsána a pojmenována jako bolesatin. Chemicky se jedná o glykoprotein, který je relativně termostabilní a rezistentní vůči hydrolýze proteolytickými enzymy.
Dále byly zjištěny toxiny, které se teplem nerozkládají, jako například indolové deriváty (psychotoxin) a stopy muskarinu. Satan proto nelze v žádném případě doporučit ke konzumaci ani po tepelném zpracování.

## Průběh otravy a první pomoc
Otravu způsobí požití syrové (případně nedostatečně tepelně zpracované) houby, stačí ochutnat malé množství. Bouřlivé zvracení vyvolá kousek o objemu ořechu. Potíže dokážou vyvolat i výpary ze syrové houby v uzavřené místnosti. Popsán byl i případ, kdy otravu provázenou dvouhodinovým zvracením a celodenními bolestmi břicha způsobilo jen ochutnání kousku syrové houby bez spolknutí dužniny.
Otravu lze charakterizovat jako úporné a silné žaludeční a střevní obtíže provázené silnou dehydratací organismu – gastroenterodyspeptický syndrom. První příznaky se objevují 30–120 (240) minut po požití. Poté nastává silné zvracení, které může trvat až 6 hodin. Provází jej celkové vyčerpání organismu a dehydratace. Úmrtí však na území bývalého Československa nebyla zaznamenána (přinejmenším do roku 1980).
Jako první pomoc je vhodné vypít větší množství slané vody, následně je třeba vyhledat lékařskou pomoc. Léčba spočívá ve vypumpování žaludku, další postup závisí na stavu pacienta – někdy je třeba doplnit minerální látky.

## Historické otravy

### Harald Othmar Lenz
Účinky satanu vyzkoušel se svým asistentem roku 1831 mnichovský profesor Harald Othmar Lenz, který tento druh popsal. Vědecké jméno Boletus satanas (německy Satanpilz, do češtiny přeloženo jako hřib satan) mu dal právě na základě této zkušenosti (pozn.: zpracováno podle překladu Jana Bezděka). 12. září 1830 se vypravil s přítelem – studentem medicíny Karlem Salzmannem – na houby. Mimo jiné našli plodnice satanu, které ho obzvlášť zaujaly, protože v dílech předchozích badatelů nebyl tento druh zaznamenán.
Následujícího dne v 10 hodin ráno ochutnal kousek čerstvé houby, který rozkousal, ale vyplivl. V 11:30 se dostavil pocit, který již nikdy v životě nepoznal – přirovnával jej k mrtvici a vzpamatoval se z něj až po několika minutách. Lenz se domníval, že jeho stav způsobilo nachlazení při sběru hub. V 16:30 pokračoval v bádání, opět ochutnal kousek houby. V 19. hodin nastoupila malátnost a zvracení, znovu před 20. hodinou a opakovalo se do 22. hodiny alespoň 20×. Nucení ke zvracení přicházelo znenáhla, v mezičasech Lenz téměř nepozoroval nevolnost. Poslední zvracení se dostavilo kolem 22. hodiny a před 2. hodinou ranní se již cítil mnohem lépe. Poté však přišla extrémní slabost, při které dokázal jen s velkými obtížemi vstát a chodit. Léčil se pitím olivového a lněného oleje, ještě následujícího dne byl vysílen a teprve třetí den se cítil zdravý.
Během večera 13. září, kdy Lenz začal pozorovat první příznaky otravy, jej o 21. hodině navštívil Karel Salzmann. Sdělil mu, že jednu zdravou plodnici oloupal, zbavil rourek, nakrájel a připravil na másle společně se slaninou, cibulí, moukou a trochou vody. Tento pokrm snědl s brambory s máslem. Ve 22 hodin postihlo Salzmanna zvracení, které se opakovalo alespoň 30×. Když zvracení začalo, neměli ještě oba muži tušení, že je způsobeno houbou a Salzmannovu nevolnost si vysvětlovali přejedením a znechucením z Lenzových obtíží.
Teprve když se dozvěděli, že podobné potíže potkaly i dámu, která společně s Lenzem večeřela, i služku, která z pokrmu také část snědla, spojili si otravu s houbou. Salzmanna, který byl stižen nejhůře, se snažili léčit olivovým olejem, týmž s přídavkem drceného dřevěného uhlí, ale bez výsledku. Vyčerpaného pacienta Lenz s pomocí ranhojiče Hauna dále léčil podáváním oleje a mléka, ale vše bylo zvráceno. Tep byl sotva znatelný, tělesná teplota klesala a celé tělo jej velmi silně bolelo. Dostavily se i bolestivé křeče, silné krvavé průjmy, ale vědomí neztratil. Hodinu po půlnoci dorazil přivolaný lékař Richter z Valtershausenů, ráno ještě člen lékařské rady, Kerst z Gothy.
Ti pokračovali v kúře z mléka a oleje, obkládali pacientům tělo vařeným lněným semenem a podávali klystýry z heřmánku, lněného oleje, mandlového oleje a ze slizu vařeného lněného semene. Lenzovi se druhého dne dařilo lépe, Salzmann stále zvracel i medikamenty – olej, mléko, odvar z ovesných krup i mandlové mléko. Přesto se zdálo, že krom mandlového mléka tyto léky pomáhaly. Poté každou hodinu dostával lžíci emulze z mandlového oleje, arabské klovatiny a opia, která pozvolna mírnila náchylnost ke zvracení. To definitivně přestalo po podání rýže uvařené v kuřecí polévce.
15. září (o dva dny později) dokázal Salzmann vstát a tři hodiny vydržet mimo postel, 16. září se mu začala vracet chuť, již nepotřeboval ležet a začal dobře spát. 17. září byl schopný vyjít mimo dům a o den později už mohl chodit i po několik hodin. Stále však pozoroval celkovou slabost, která odezněla až po 2–3 týdnech.

### Julius Vincenc Krombholz

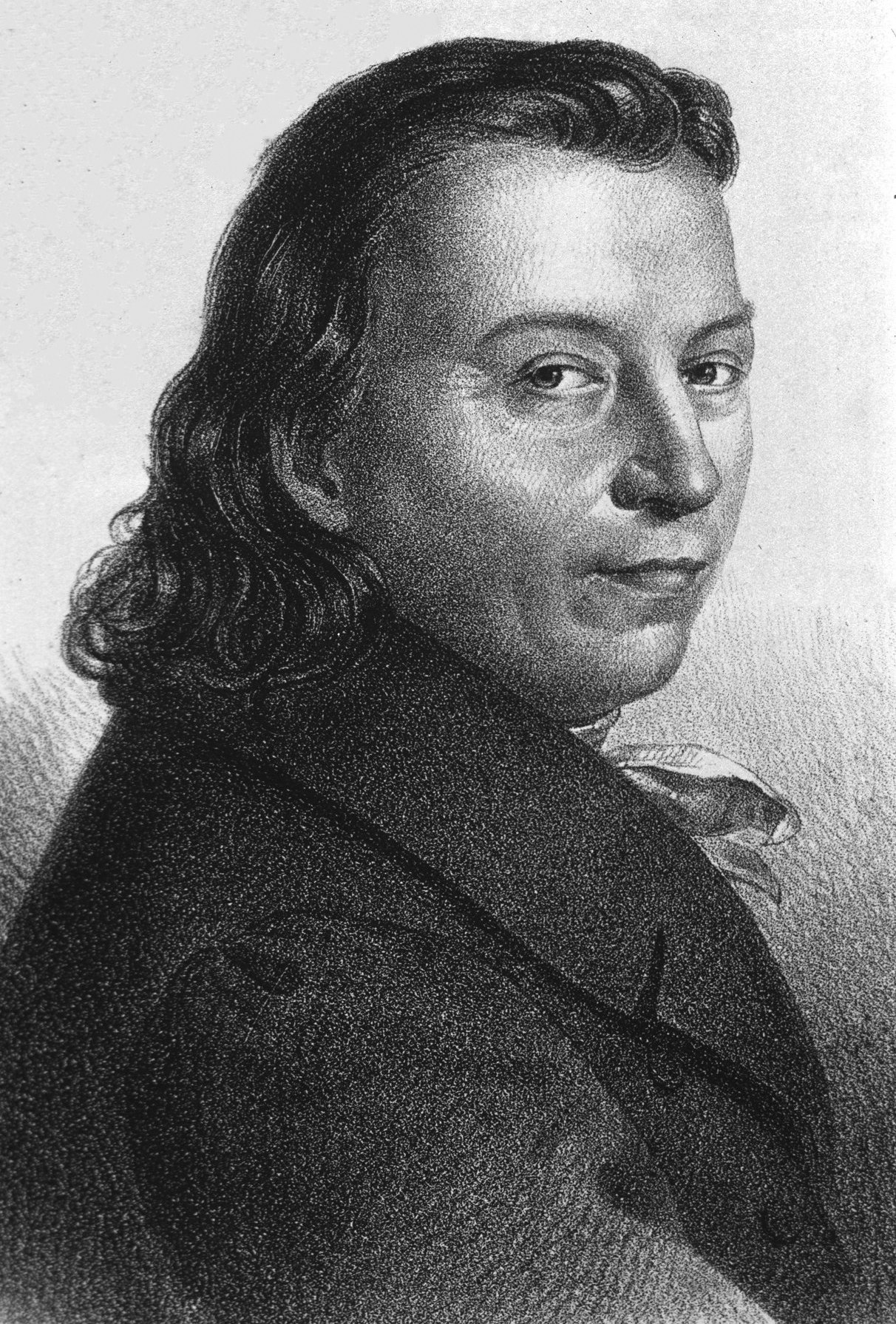
Julius Vincenc Krombholz a řada lidí z jeho okolí zažila otravu hřibem satanem zakoupeným na tržišti

Krombholz, který patřil k nejvýznamnějším mykologům první poloviny 19. století, se s hřibem satanem poprvé setkal v Praze na trhu přímo pod okny domu, ve kterém bydlel (zpracováno podle překladu Jana Bezděka). Prodavač nabízel tyto plodnice společně s hřibem královským a doporučoval jej ještě více. Krombholz ochutnal malý kousek klobouku a na doporučení prodavače koupil všechny plodnice a předal jej kresliči Šírovi, aby je zaznamenal. Za hodinu začal pozorovat mírnou závrať a nevolnost. Tu dočasně zahnalo několik kapek Hoffmannského lihu, takže nepátral po jejím původu.
Na zpáteční cestě navštívil kresliče, kterého zastihl v posteli. Měl silné bolesti břicha a zvracel krev – ochutnal větší kousek houby. Po návratu domů zastihl svého písaře, jak zápasil s mdlobami, závratí a nevolností – taktéž ochutnal kousek. Ještě hůř se dařilo prosektorovi, který si v Krombholzově nepřítomnosti jednu houbu vzal a asi 50 gramů připravil na másle k obědu. Do 19. hodin se cítil dobře, poté cítil mírnou bolest břicha. Večer požil asi 3 kousky syrové houby (asi 4 gramy) a cítil poté pálení v jícnu, o hodinu později horkost po celém těle, na hlavě, čele a zádech vyvstal pot a přidalo se i bušení srdce. Následovala těžkost na prsou, nedostatek vzduchu, ještě výraznější škrábání a pálení jícnu a zemdlelost, že se nedokázal ani postavit. Dále se připojila závrať, nevolnost, úzkost, mžitky před očima, výpadky sluchu, hučení v uších a prudké zvracení.
Prosektor se snažil pít studenou vodu, ale v bolestivých žaludečních křečích ji opět zvracel, asi 13–15× za hodinu. Objevovalo se mrazení v zádech, zvýšená citlivost břicha, tlukot srdce, vysychání úst, neuhasitelná žízeň a prudké zvracení všech přijatých tekutin. K půlnoci se objevily záchvaty zuřivosti, a krev ve zvratcích i stolici. Pacient byl léčen potíráním břicha směsí oleje s blínovým výtažkem, obklady z hořčičné mouky a podáván mu byl ječný odvar. Obtíže začaly ustupovat a k ránu dokázal na několik hodin usnout. Rekonvalescence probíhala velmi pomalu a obtížně. Dlouho pociťoval nevolnost, silné bolesti břicha, odpor k nápojům i studenému vzduchu. Myšlenka na houbový pokrm vzbuzovala nevolnost déle než měsíc po události.
Dále se z téhož exempláře houby otrávil Krombholzův posluchač chirurgie, který ochutnal asi 2 gramy vážící kousek. Hodinu poté nastoupila nevolnost, svírání hrdla, zvracení a svírání žaludku, střídala se horkost a mrazení. Podáván byl vinný ocet a voda, obojí zpočátku pacient zvracel. Druhý den přetrvávala malátnost a pouhá vzpomínka na houby opět působila nevolnost.

### Další případy
Otravu zažil i český mykolog František Smotlacha v roce 1908 po ochutnání kousku plodnice – uvádí, že z otravy se zotavil večer téhož dne, co houbu ochutnal.

## Otravy podobného charakteru
Otravy podobného typu – v některých případech s lehčím průběhem – mohou vyvolat i další hřiby příbuzné se satanem (obvykle jsou zároveň vzhledově podobné), například:
- hřib satanovitý (Boletus satanoides)
- hřib nachový (Boletus purpureus)
- hřib Le Galové (Boletus legaliae) – názory na míru jedovatosti nejsou jednotné
- hřib Moserův (Boletus rubrosanguineus)
- hřib rudonachový (Boletus rhodopurpureus)

Prokazatelně jedovaté a působící otravu typu hřibem satanem jsou hřib satanovitý a hřib nachový. O průběhu otravy hřibem nachovým detailně referoval Karel Krejčík v roce 1940: Dvě hodiny po konzumaci kousku syrové dužniny o rozměrech zhruba poloviny palce se dostavila nevolnost. Později nastalo zvracení, které se opakovalo asi 20× v krátkých intervalech. Otravu provázel studený pot na čele, malátnost a silná tělesná slabost. Tři dny trvaly těžké vodnaté průjmy, chuť k jídlu se vrátila po pěti dnech. Téměř identicky (jen s nástupem symptomů do hodiny po požití) popsal z vlastní zkušenosti průběh otravy po požití 15–20 g houby francouzský mykolog Victor Piane.
Symptomy nevolnosti a zvracení po požití nedostatečně upravených plodnic bývají rovněž uváděné v souvislosti s hřibem kovářem (Boletus luridiformis). Názory odborníků v tomto ohledu zatím nejsou jednotné. Podle některých neobsahuje kovář jedovaté látky a potíže působí výlučně velmi hutná a těžko stravitelná dužina (která je i důvodem velmi nízké červivosti tohoto druhu).
Především podle starší literatury však mnohé modrající hřiby obsahují podobnou zvracení vyvolávající látku jako satan, jen ve výrazně nižší koncentraci. Řazeny do této skupiny bývají hřib kovář, hřib koloděj, hřib kříšť a hřib medotrpký.